# Fritz Homeyer
Fritz Homeyer (geboren 23. August 1880 in Posen, Deutsches Reich; gestorben 10. Oktober 1973 in London) war ein deutscher Germanist und Buchantiquar.

## Leben
Fritz Homeyer war ein Sohn des Oberstleutnants Axel Homeyer und der Sophie Kogge. Er heiratete 1923 Charlotte Buchow und war ab 1930 in zweiter Ehe mit Helene Simon-Eckardt verheiratet. 
Nach dem Abitur am Kaiserin-Augusta-Gymnasium Berlin-Charlottenburg studierte er in Berlin, Freiburg im Breisgau, Leipzig und Heidelberg und schloss mit der Promotion zum Dr. phil. 1906 an der Universität Berlin bei Erich Schmidt ab. Er war von 1907 bis 1918 als Assistent an der Akademie der Wissenschaften zu Berlin. Von 1915 bis 1918 leistete er Militärdienst. Von 1918 bis 1923 war er bei dem Antiquar Martin Breslauer beschäftigt und war von 1919 bis 1938 Sekretär der Maximilian-Gesellschaft. Von 1923 bis 1938 leitete er das wissenschaftliche Antiquariat beim Verlag Walter de Gruyter. Wegen des Ausschlusses aus der Reichsschrifttumskammer 1938 emigrierte er mit seiner Ehefrau Helene Homeyer nach London, wo er von 1938 bis 1951 die Fremdsprachenabteilung bei John & Edward Bumpus Ltd. Booksellers leitete. 1951 zog er mit seiner Frau nach Saarbrücken, wo er 1952 Bibliothekar an der Saarländischen Universitäts- und Landesbibliothek wurde. 1964 kehrten sie nach London zurück.
Homeyer gab die Werke von Christoph Martin Wieland heraus. Er war Mitglied der Gesellschaft der Bibliophilen und des Vereins der Freunde der Preußischen Staatsbibliothek. Hier bekleidete er von 1921 bis 1934 das Amt des Schriftführers und war von 1934 bis 1938 stellvertretender Vorsitzender.

## Schriften (Auswahl)
- Stranitzkys Drama vom „Heiligen Nepomuck“. Berlin 1907.
- Die heutigen Aufgaben der deutschen bibliophilen Gesellschaften. Vortrag, gehalten zu Hamburg am 26. Januar 1930. Berlin-Schöneberg 1930, OCLC 72548861.
- Begegnungen auf Bücherwegen. Rede, gehalten zu Hamburg am 27. Januar 1955. Hamburg 1955, OCLC 836155964.
- Ein Leben für das Buch. Erinnerungen. Aschaffenburg 1961, OCLC 699045981.
- Deutsche Juden als Bibliophilen und Antiquare. Tübingen 1966, OCLC 613438723.